# Marguerite van Berchem
Marguerite Augusta Gautier-van Berchem, née Marguerite Augusta Berthout van Berchem le 11 avril 1892 à Genève et morte dans la même ville le 23 janvier 1984, est une archéologue et historienne de l'art suisse, spécialisée dans l'art paléochrétien et l'art islamique primitif. Elle mène dans ce cadre plusieurs campagnes archéologiques sur le site berbère de Sedrata en Algérie, au début des années 1950.
Très active au sein du Comité international de la Croix-Rouge puis l'une des premières femmes à y occuper un poste de direction.

## Biographie

### Contexte familial et éducation
Le père de Marguerite, Max van Berchem (1863–1921), est un orientaliste et historien menant des expéditions scientifiques en Égypte, Palestine et Syrie. Pionnier de l'épigraphie arabe, il est à l'origine du Corpus Inscriptionum Arabicarum, une importante collection d'inscriptions arabes. Les grands-parents paternels de Marguerite sont Alexandre van Berchem (1836–1872), qui hérite du château de Crans à Crans-près-Céligny de sa famille maternelle, et Mathilde von Berchem, née Sarasin (1838–1917), héritière du château des Bois (également appelé Turretin) à Satigny. Tous deux sont rentiers. Leurs familles font partie d'une classe patricienne qui « s'est tournée vers les activités bancaires et philanthropiques à la fin du XIXe siècle, après avoir perdu le contrôle des principales fonctions publiques à Genève ».

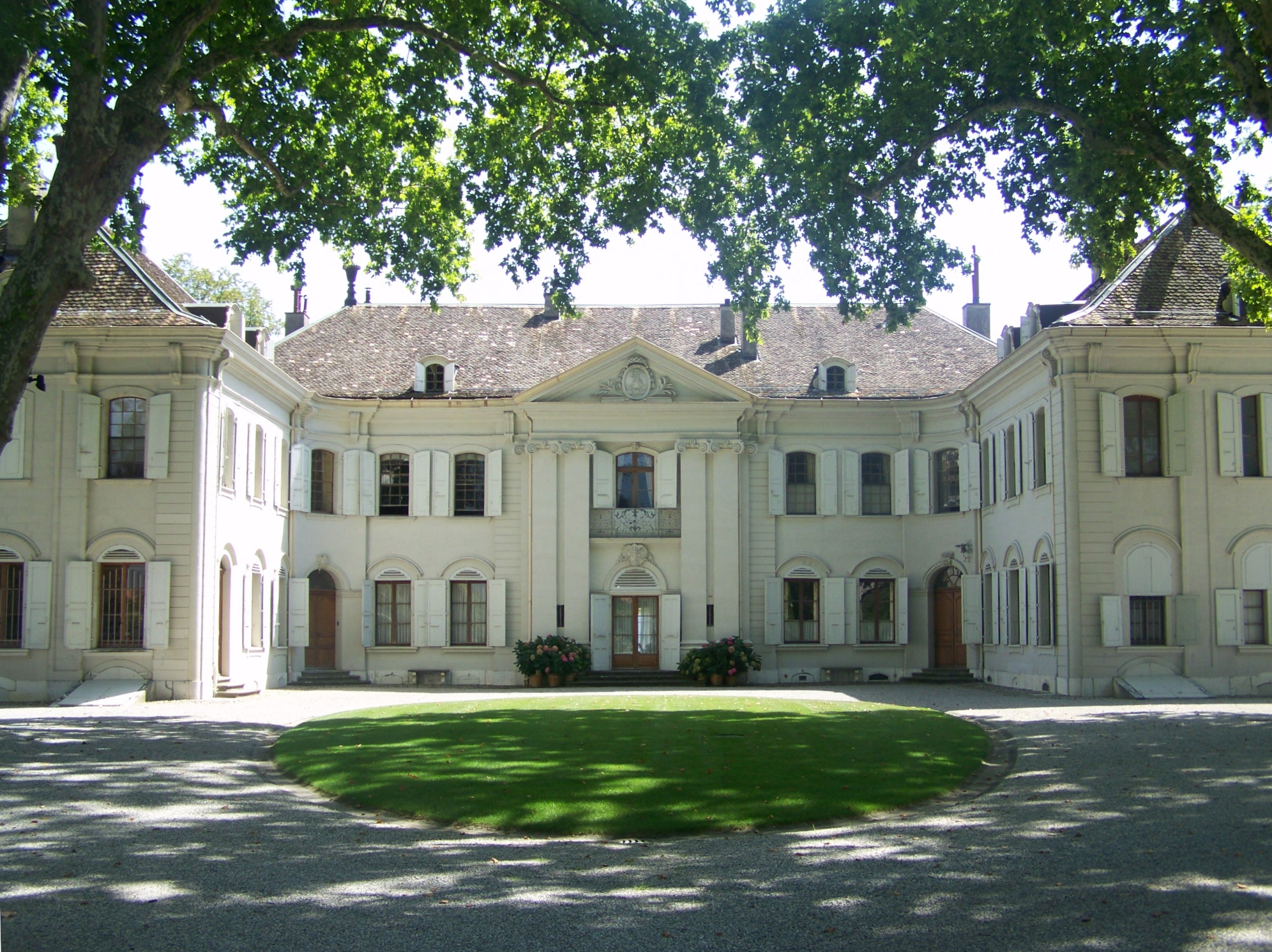
Le Château de Crans

Le 11 juin 1891, Max van Berchem épouse Lucile Elisabeth Frossard de Saugy, âgée de 21 ans. Marguerite nait le 11 avril 1892 et sa mère décède peu après sa naissance. Son père se remarie Au cours de l'hiver 1892-1893, Max et son épouse voyagent ensemble en Égypte, en Palestine et en Syrie pendant plusieurs mois, sans qu'on sache s'ils ont emmené Marguerite avec eux. La mère de Marguerite décède le 2 juin 1893 à Satigny, peu après leur retour à Genève, alors que Marguerite a un peu plus d'un an.
Le veuf se remarie par la suite avec Alice Naville avec qui il a cinq filles et un fils. Dans la vaste correspondance épistolaire de Max van Berchem, Marguerite est la seule de ses sept enfants dont il parle spécifiquement.
Marguerite van Berchem grandit principalement dans le palais familial du château de Crans au milieu d'un vignoble dominant le lac Léman et où « elle reçoit une excellente éducation en langues modernes, en musique et en archéologie et est attirée par l'Orient ». Grâce à son milieu privilégié, elle peut aller étudier l'archéologie à la prestigieuse École du Louvre et des Hautes Études à Paris.

### Première Guerre mondiale

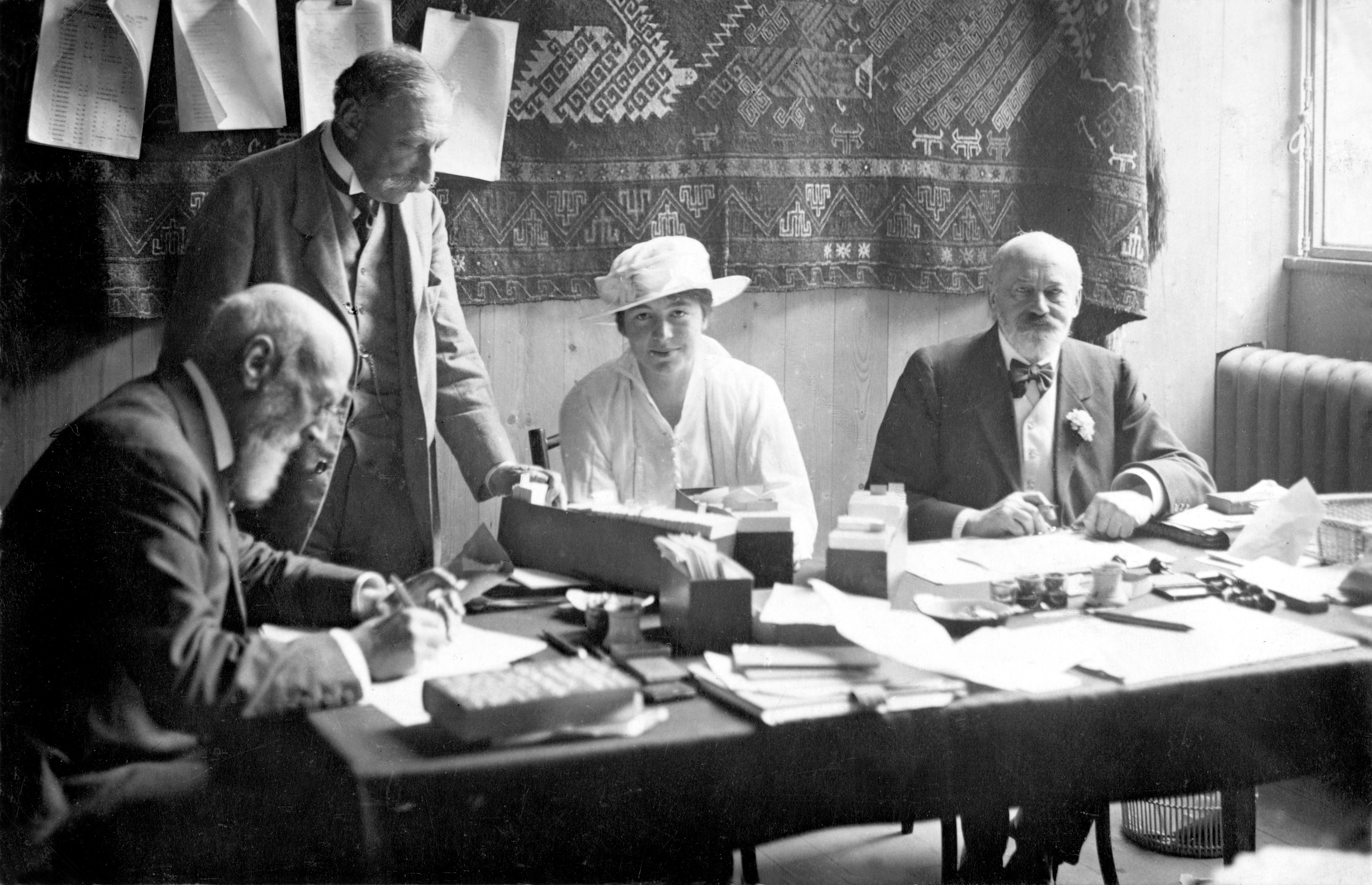
Van Berchem à l'AIPG avec les écrivains Adolphe Chenevière, Emile Ador et Léopold Favre (de gauche à droite).

En 1914, peu après le déclenchement de la Première Guerre mondiale, le Comité international de la Croix-Rouge, sous la présidence de Gustave Ador, crée l'Agence internationale des prisonniers de guerre (AIPG) pour retrouver les prisonniers et rétablir les communications entre eux et leurs familles. La plupart des membres du personnel de l'AIPG sont des femmes. Outre Marguerite Cramer, ce groupe comprend notamment Marguerite van Berchem :
« Marguerite van Berchem consacra généreusement son temps et ses efforts à la tâche qui lui était confiée et fut rapidement nommée chef du Service allemand, poste qu'elle remplit avec compétence et efficacité. »

### Entre-deux-guerres
Au début de l'année 1921, le père de Marguerite van Berchem meurt d'une pneumonie, à l'âge de 58 ans. Suivant ce qui semble être le souhait de son père, Marguerite van Berchem concentre ses recherches sur les mosaïques. Elle vit en Italie pendant 14 ans avant de quitter le pays au début de la Seconde Guerre mondiale. Elle publie en 1924, en collaboration avec l'archiviste et paléologue Étienne Clouzot (1881–1944), un livre sur les mosaïques chrétiennes du IVe au Xe siècle, dont les dessins sont réalisés par sa demi-sœur cadette Marcelle.
Dans la seconde moitié des années 1920, elle est encouragée par l'historien de l'architecture Keppel Archibald Cameron Creswell à étudier les mosaïques du Dôme du Rocher à Jérusalem et de la Grande Mosquée de Damas. En tant qu'inspecteur des monuments de l'administration des territoires ennemis occupés, Cresswell entretient des relations amicales avec Max van Berchem, qu'il admire. Les résultats des recherches de Marguerite van Berchem sur les deux sites religieux, où son père a effectué des études épigraphiques, sont publiés en 1932, en tant que contribution indépendante et sous son propre nom, dans le premier volume de l'ouvrage fondateur de Cresswell , Early Muslim Architecture.
En parallèle, Marguerite van Berchem continue de travailler comme volontaire pour le CICR. En 1934, elle se rend dans ce cadre à Tokyo avec des collègues, avec lesquelles elles représentent l'organisation à la Quinzième Conférence internationale de la Croix-Rouge.

### Seconde Guerre mondiale

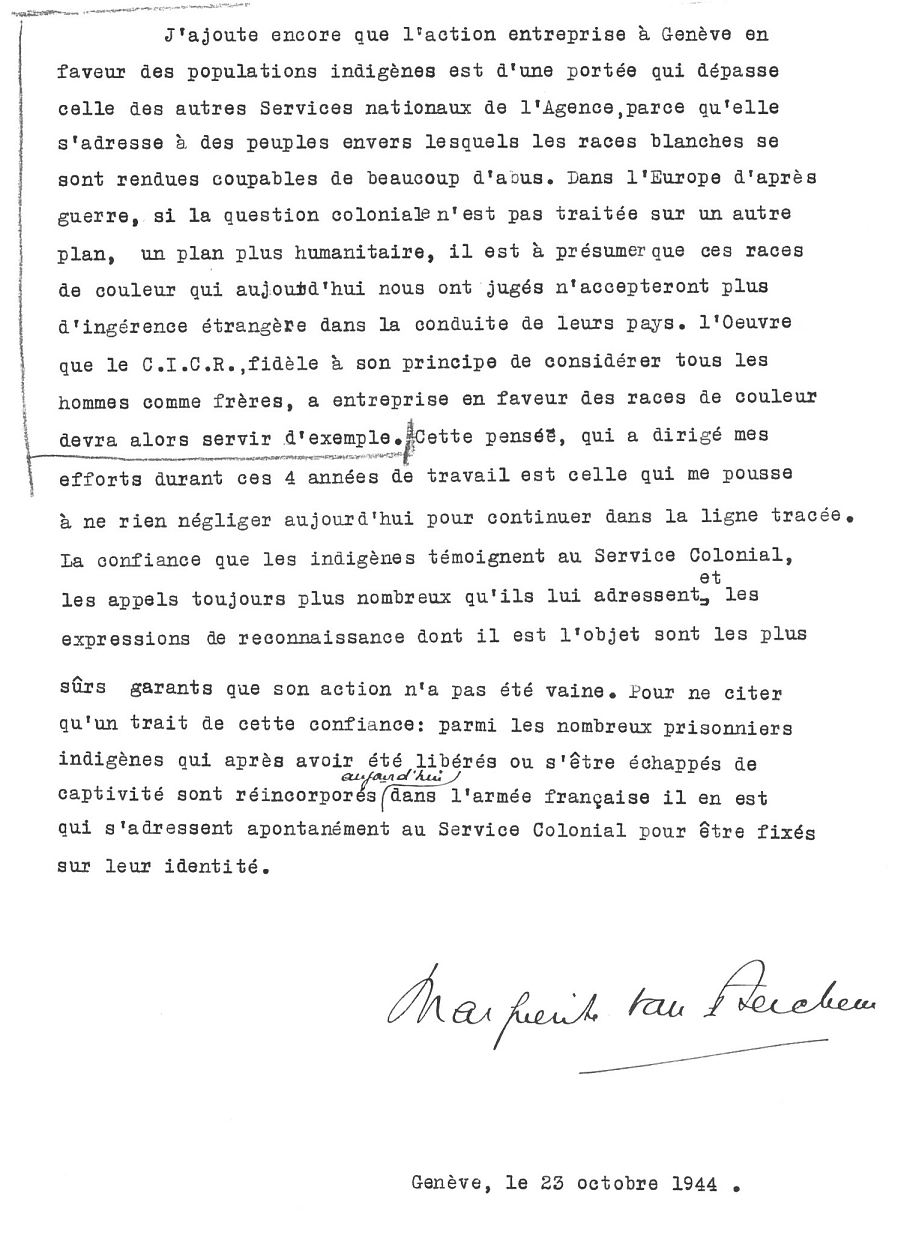
Lettre de Marguerite du 23 octobre 1944 (archives du CICR).

Après son retour à Genève, Marguerite van Berchem rejoint l'Agence centrale des prisonniers de guerre du CICR, successeur de l'AIPG, qui était basée sur la Convention de Genève de 1929. Entre 1940 et 1941, elle joue un rôle important dans la création d'un service dédié au traitement des dossiers des nombreux prisonniers de guerre des colonies françaises, qui peuvent ainsi recevoir des nouvelles de leur famille et des colis. Pour effectuer cette tâche, elle recrute une équipe de spécialistes ayant vécu dans les colonies françaises.
À partir de 1943, elle dirige également les sections auxiliaires de l'Agence, qui compte à la fin de la guerre plus d'un millier de volontaires dans 24 villes de Suisse.

### Après la Seconde Guerre mondiale
Un an après la fin de la Seconde Guerre mondiale, Marguerite van Berchem souligne dans une publication sa conviction que « les différences de race, de langue et de religion ne sont pas des raisons qui doivent diviser les peuples, mais il existe des lois et des liens profonds qui peuvent faire de cette diversité une grande richesse ».

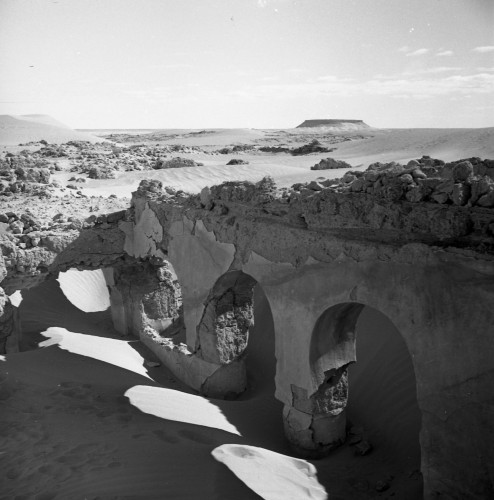
Vestiges de Sedrata – photo de la mission de recherche van Berchem

En 1946, elle entreprend un voyage au Maroc et en Algérie. À Alger, elle s’intéresse aux stucs du Musée national des antiquités et des arts islamiques. Les œuvres provenaient de Sedrata, un site archéologique situé à environ 800 km au sud d'Alger près de l'oasis de Ouargla dans le Sahara algérien, ancienne cité berbère prospère aux Xe – XIe siècles.

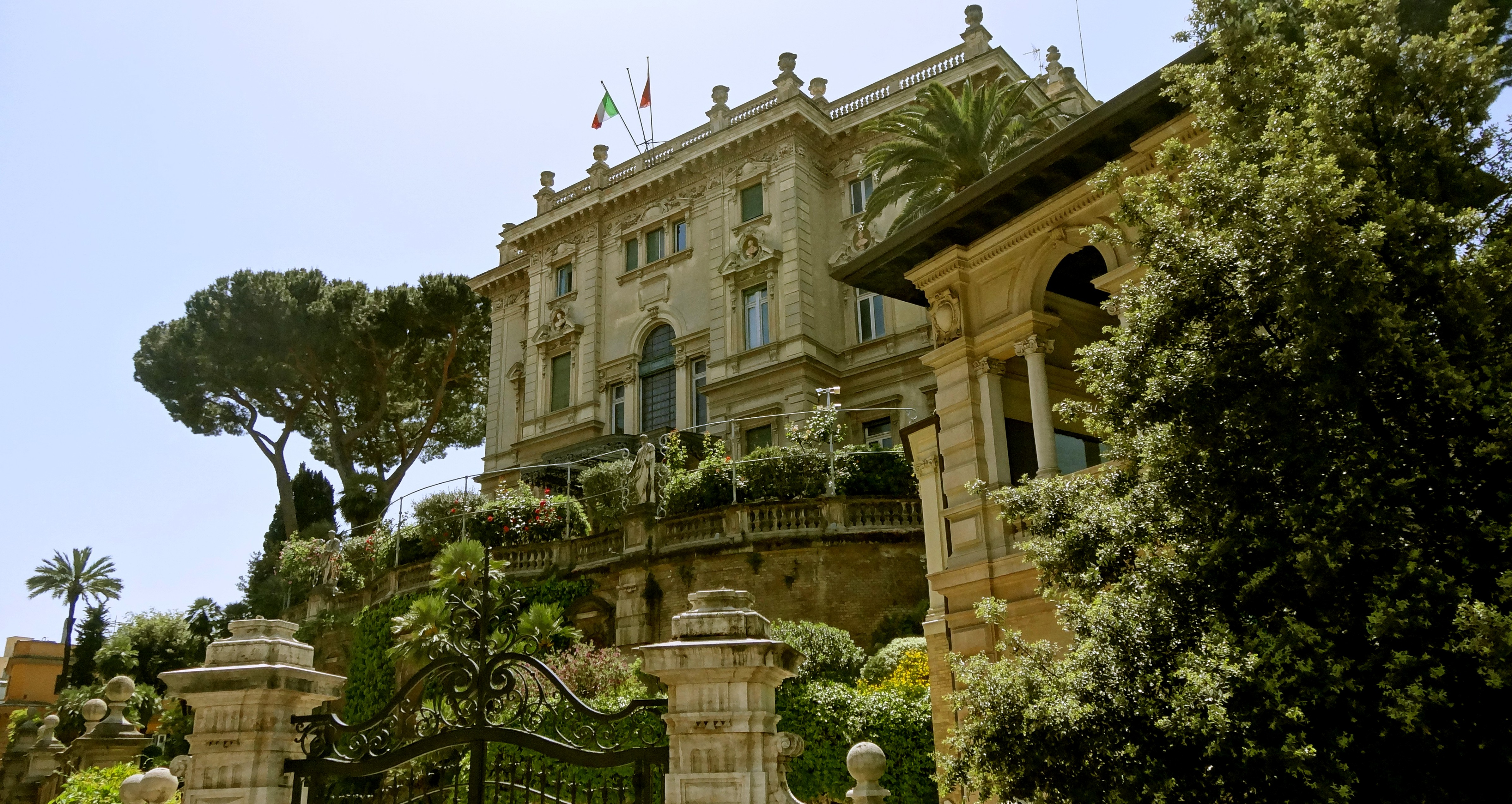
La Villa Maraini à Rome.

En 1948, Marguerite revient à Rome, où elle devient de facto la directrice de l'Institut suisse de Rome. Le Conseil fédéral suisse avait décidé l'année précédente la création de cet Institut. Celui-ci prend pour siège, sous la direction de Marguerite van Berchem, la Villa Maraini sur la colline du Pincio, siège qui est inauguré en 1949,.
Cette année là, Marguerite van Berchem entreprend un nouveau voyage en Algérie et mène, l'année suivante une première mission de reconnaissance à Sedrata. Deux expéditions archéologiques suivront. Au cours de la première, qui se déroule de la fin de l'année 1950 au début de l'année 1951, elle identifie, par archéologie aérienne, l'étendue du site, ses rues et ses canaux. Une étude hydrologique est également réalisée. Des fouilles limitées permettent de découvrir un grand bâtiment décoré de colonnes et d'arcs. La deuxième campagne, de fin 1951 à début 1952, permet de découvrir un complexe résidentiel aux panneaux de stuc finement décorés. Une cinquantaine de caisses de découvertes sont envoyées à Alger. Marguerite Van Berchem doit toutefois abandonner complètement le projet avec le début de la guerre d'Algérie en 1954. Une grande partie de ses découvertes sont publiées à titre posthume en 2017,.

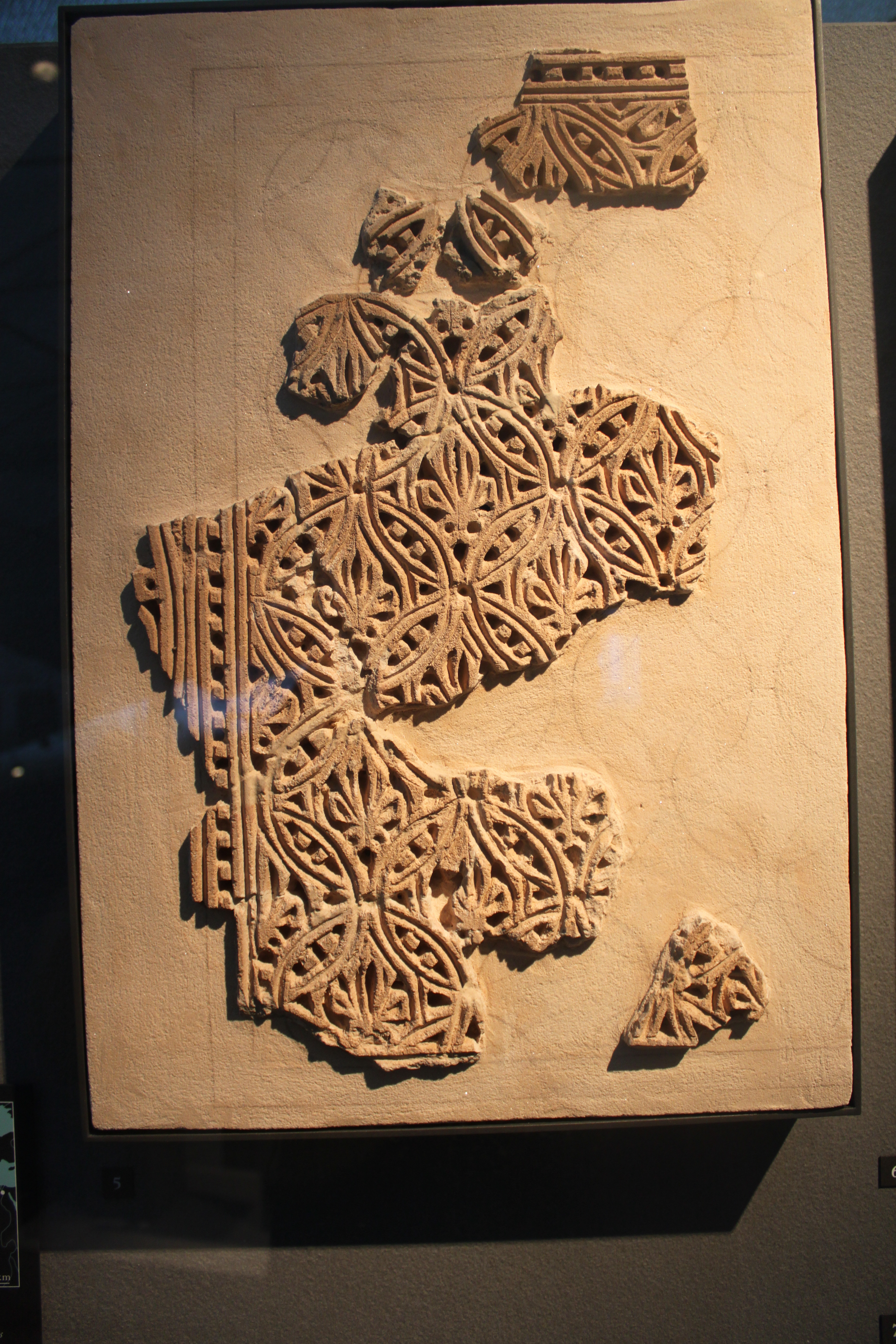
Stuc de Sedrata découvert par l'équipe de van Berchem (Musée du Louvre).

En 1951, Marguerite van Berchem est élue membre du CICR, rejoignant ainsi son cousin René van Berchem, banquier, membre du CICR de 1946 à 1955,. Marguerite van Berchem en reste membre pendant 18 ans. Au cours de son mandat, elle effectue des missions dans plusieurs pays, notamment au Népal et en Jordanie.
En 1966, elle épouse le banquier Bernard Gautier.
En juillet 1969, Marguerite Gautier van Berchem entreprend à l’âge de 77 ans une nouvelle mission pour le CICR, lorsqu’elle et un délégué du CICR visitent trois Palestiniens détenus dans une prison de Zurich pour l’attaque du vol 432 d’El Al.

### Mort
Marguerite Gautier van Berchem meurt le 23 janvier 1984 à l'âge de 91 ans. À sa mort, l'ancien vice-président du CICR, Jean Pictet, écrit dans une nécrologie publiée par le Journal de Genève :
"Native de Genève, elle incarnait admirablement cet esprit genevois, réfléchi et réservé, volontiers frondeur et caustique, mais aussi généreux et capable d'enflammer les bonnes causes. Elle était l'héritière de cette tradition scientifique et humaniste, qui, aristocratique ou populaire, est le patrimoine commun de tous les Genevois." 
Son mari, Bernard Gautier, meurt également en 1984. Leurs tombes se trouvent à l'Ancien Cimetière de Cologny, où Max van Berchem est également enterré.

## Héritage
En 1973, Marguerite Gautier van Berchem, qui n'a pas d'héritiers directs, fait don de la Villa Saladin van Berchem à la Confédération suisse. Bien qu'étant la propriété de la famille Saladin depuis sept générations, Marguerite n'en a pas hérité, mais l'a achetée en 1955. Ne souhaitant pas que le domaine, construit en 1715 sur le plateau de Frontenex à Cologny surplombant le lac Léman, tombe entre des mains étrangères, elle le cède au gouvernement à condition que l'état de l'ensemble architectural reste inaliénable,. La villa sert depuis lors de résidence au représentant permanent de la Suisse auprès de l'Office des Nations Unies à Genève.

## Publications
- Marguerite Van Berchem, Étienne Clouzot et Marcelle Van Berchem (Dessin), Mosaïques chrétiennes du IVe au Xe siècle, Genève, Journal de Genève, 1924, 253 p.
- (en) « The Mosaics of the Dome of the Rock at Jerusalem and of the Great Mosque at Damascus », dans Keppel Archibald Cameron Creswell, Early Muslim Architecture, vol. 1 : Umayyads A.D. 622 - 750, Oxford, Clarendon Press, 1932, 414 p., p. 149-252
- Les Sections auxiliaires du Comité international de la Croix-Rouge, Genêve, 1947
- « Deux campagnes de fouilles à Sedrata en Algérie », Comptes rendus des séances de l'Académie des Inscriptions et Belles-Lettres, vol. 96, no 2,‎ 1952, p. 242–246 (DOI 10.3406/crai.1952.9919, lire en ligne)
- « Sedrata. Un chapitre nouveau de l'histoire de l'art Musulman. Campagnes de 1951 et 1952 », Ars Orientalis, vol. 1,‎ 1954, p. 157–172 (ISSN 0571-1371, lire en ligne)
- « Sedrata et les anciennes villes berbères du Sahara dans les récits des explorateurs du XIXème siècle », Bulletin de l’Institut français d’archéologie orientale, vol. 59,‎ 1960, p. 289-308 (lire en ligne [PDF])
  - « Palmettes, rosaces et bordures dans les décors de Sedrata (Sahara Algérien, XIe et XIIe siècles) », Eretz-Israel: Archaeological, Historical and Geographical Studies / ארץ-ישראל: מחקרים בידיעת הארץ ועתיקותיה, vol. ז,‎ 1964, p. 6–16 (ISSN 0071-108X, lire en ligne)
- « Le palais de Sedrata dans le désert saharien », dans Studies in Islamic Art and Architecture, in honour of Professor K.A.C. Creswell., Londres, The American University in Cairo Press, 1965, p. 8-29
- « Anciens décors de mosaïques dans la salle de prière dans la mosquée des Omayyades à Damas », dans Mélanges de l'Université Saint-Joseph, vol. 46 : Mélange offerts à M. Maurice Dunand, Beyrouth, 1970 (DOI 10.3406/mefao.1970.1289), p. 287-304
- Marguerite van Berchem et Solange Ory (préf. Roger Du Pasquier), La Jérusalem musulmane dans l'œuvre de Max van Berchem, Lausanne, Ed. des Trois continents, 1978, 117 p.
- (en) Marguerite van Berchem et Solange Ory, Muslim Jerusalem in the work of Max van Berchem, Genève, Fondation Max van Berchem, 1982